# الن دو کوتیوی
الن دو کوتیوی (انگلیسی: Alain de Coëtivy; ۸ نوامبر ۱۴۰۷ – ۴ مهٔ ۱۴۷۴) کشیش، اسقف و کاردینال اهل فرانسه که از خاندان اشراف‌زاده برتاین بود.